# Флаг Лыткарина
Флаг муниципального образования «Городской округ Лытка́рино» Московской области Российской Федерации.
Флаг утверждён 3 февраля 1999 года и внесён в Государственный геральдический регистр Российской Федерации с присвоением регистрационного номера 427.

## Описание
«Флаг города Лыткарино представляет собой алое полотнище с отношением ширины к длине 2:3, несущее изображение фигур городского герба, смещённых к древку над голубой полосой по нижнему краю полотнища шириной 1/6 от общей ширины, отделённый от алой узкой белой полосой в 1/20 общей ширины. С левой стороны флаг имеет полосу для крепления древка».

## Обоснование символики
Флаг разработан на основе герба Лыткарино, где языком символов гармонично отражены история становления города и природные особенности окрестностей города.
Становление и развитие города неразрывно связано с крупнейшим предприятием — Лыткаринским заводом оптического стекла, основные технологические процессы которого связаны с тепловыми реакциями, что символизирует красный цвет полотнища.
Фигура зеркала говорит о том, что в городе было изготовлено самое крупное в мире сферическое зеркало диаметром 6 метров для телескопа-рефлектора, предназначенного для астрономических наблюдений и исследований космоса, о чем говорит звезда-спутник.
Вся композиция флага, изображающая схему телескопа-рефлектора, включает в себя два луча, образующие букву «Л» — заглавную в названии города Лыткарино, делая герб говорящим.
Голубая полоса показывает то, что город стоит на берегу реки Москвы.